# Seiersberg
Seiersberg war eine Gemeinde mit 8328 Einwohnern (Stand 1. Jänner 2024)
südwestlich von Graz im Bezirk Graz-Umgebung in der Steiermark. Seit 2015 ist sie im Rahmen der steiermärkischen Gemeindestrukturreform mit der Gemeinde Pirka zusammengeschlossen. Die daraus entstandene neue Gemeinde trägt den Namen Seiersberg-Pirka.

## Geografie

### Geografische Lage
Seiersberg liegt südwestlich der Landeshauptstadt Graz und ist mit ihr baulich zusammengewachsen. Das Gebiet liegt im Grazer Becken in der Weststeiermark.

### Gliederung
Die Gemeinde Seiersberg bestand aus den Ortsteilen Seiersberg, Neuseiersberg, Gedersberg und Mantscha. Seiersberg und Neuseiersberg sind nur durch die Pyhrnautobahn A 9 getrennt.

### Nachbargemeinden bis Ende 2014
| Attendorf           | Graz                                        | Graz                 |
| Attendorf           | Kompassrose, die auf Nachbargemeinden zeigt | Feldkirchen bei Graz |
| Haselsdorf-Tobelbad | Pirka                                       | Pirka                |

## Geschichte
Aus dem kleinen Dorf Seiersberg ist in den letzten Jahrzehnten des 20. Jahrhunderts ein moderner Ort geworden, der vorwiegend als Wohngebiet für das angrenzende Graz dient, aber auch Gewerbe- und Handelsbetriebe aufweisen kann.

### Bevölkerungsentwicklung

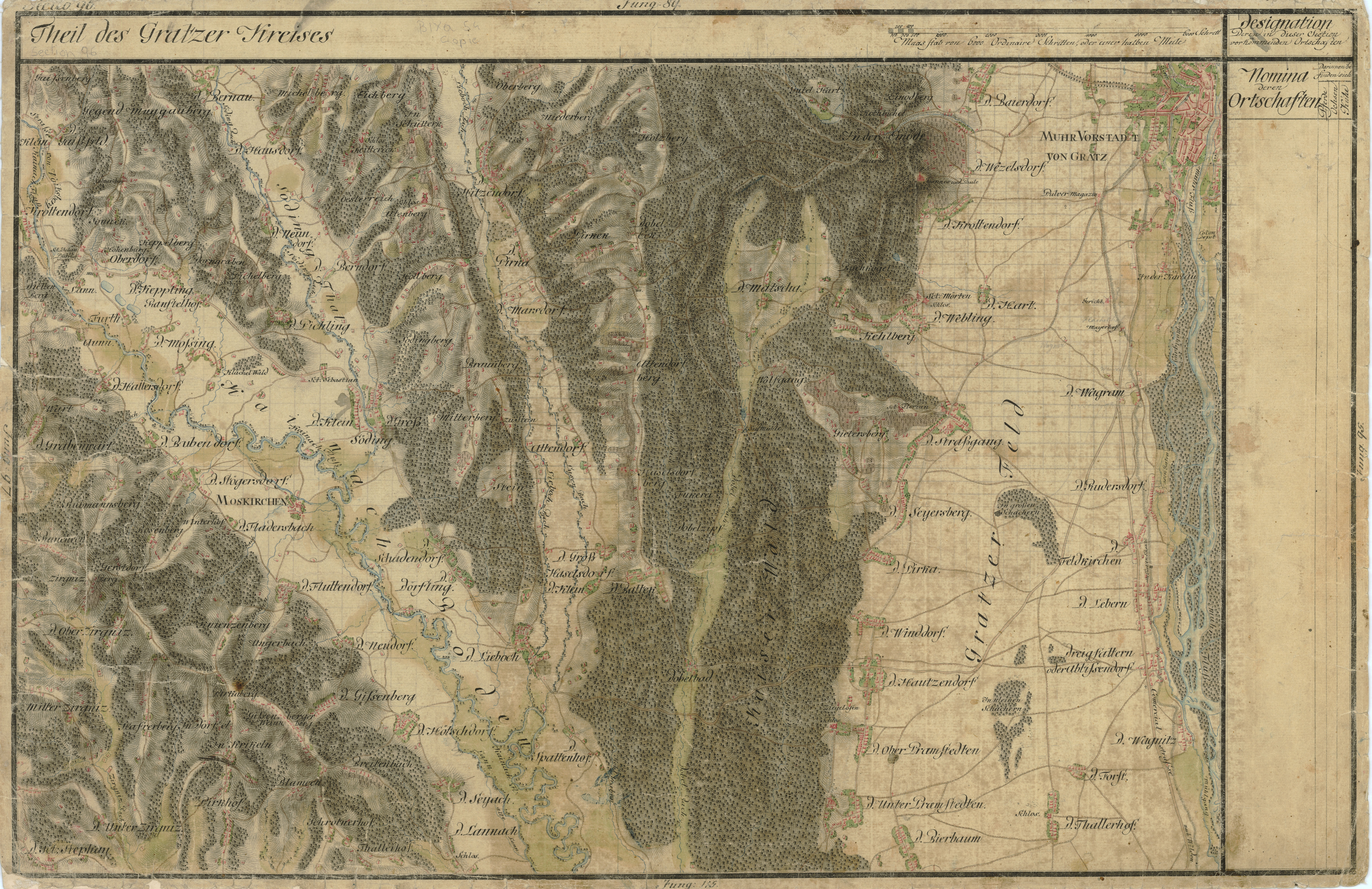
Das Gebiet von Seyersberg in der Josephinischen Landesaufnahme, um 1790

## Kultur und Sehenswürdigkeiten

### Bauwerke
- Die Greithjoselkapelle ist über 160 Jahre alt und befindet sich in Privatbesitz. An der Stelle, an der die Kapelle errichtet worden ist, hat einst ein Streit mit tödlichem Ausgang stattgefunden. 1996 wurde die Kapelle vom Verschönerungsverein Seiersberg renoviert.
- Das Weimoar-Kreuz wurde 1840 errichtet und 1909 eingeweiht. Der Grund der Errichtung ist unbekannt.
- Die Gedersberg-Kapelle befindet sich in Privatbesitz und wurde in der Nachkriegszeit errichtet, nachdem das Kreuz, das zuvor an diesem Platz gestanden hat, 1944 zerstört worden ist. Hervorzuheben ist, dass der Rosenkranz seit 1936 samstags von Maria Rauch vorgebetet wird.
- Mehrzweckhalle Seiersberg

### Sport
Von 2003 bis 2006 fand das ATP-TennisMasters von Graz in der Shopping City Seiersberg statt. Im Sommer 2007 fand die Veranstaltung zum ersten Mal auf den Reininghausgründen in Graz statt.

## Wirtschaft und Infrastruktur

### Verkehr
Aufgrund der Nähe zu Graz ist Seiersberg sehr verkehrsgünstig gelegen.

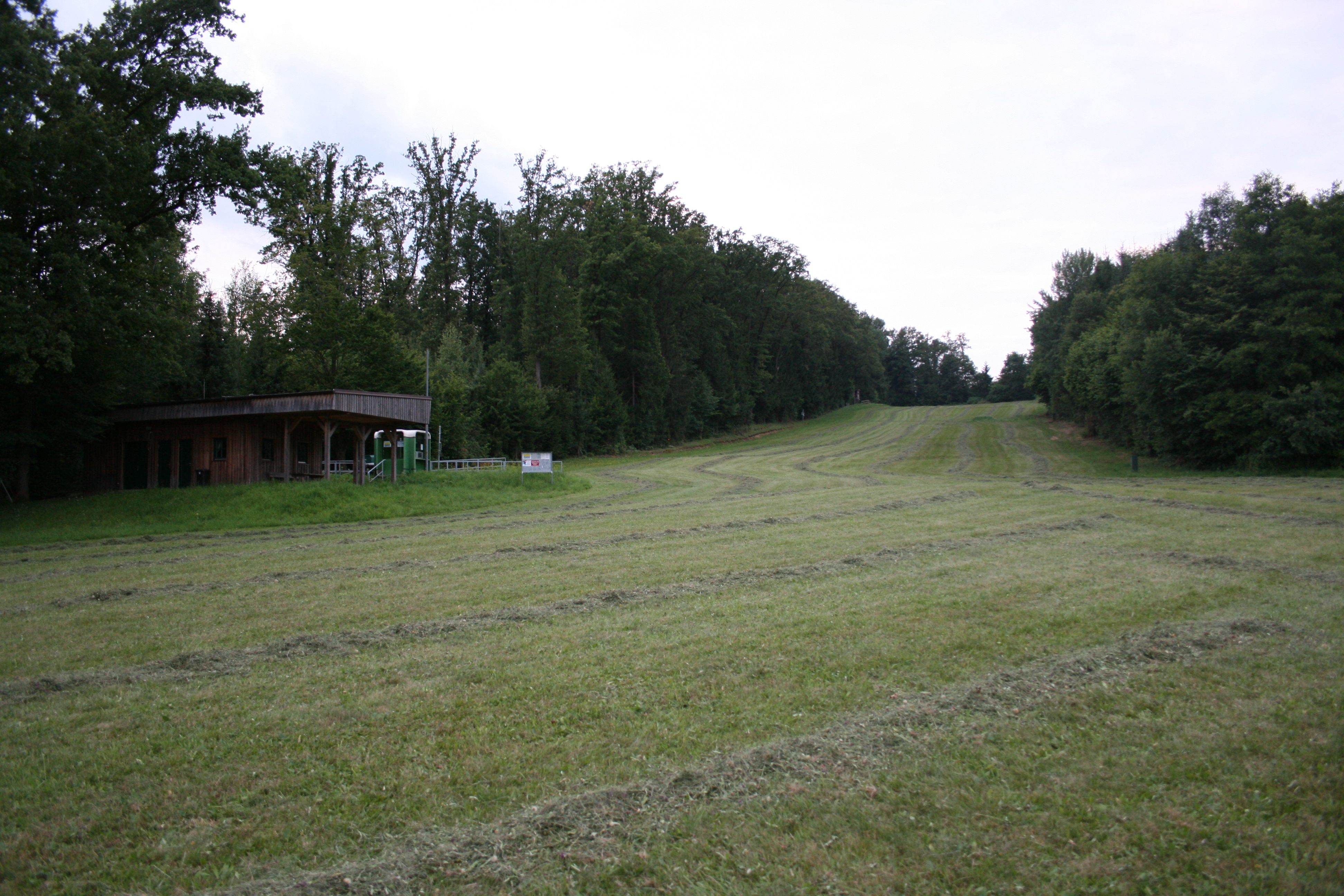
Der Skilift, der von der Gemeinde betrieben wird (Sommer)

#### Straße
Die Pyhrn Autobahn A 9 verläuft direkt durch Seiersberg und ist über die Anschlussstelle Seiersberg (188) zugänglich. Dadurch kommt man rasch zum Knoten Graz-Webling und weiter ins Stadtzentrum von Graz sowie – in die entgegengesetzte Richtung – zur Süd Autobahn A 2.
Durch das Gebiet verläuft die Packer Straße B 70 von Graz nach Klagenfurt. Die Grazer Straße B 67 von Graz nach Leibnitz ist etwa drei Kilometer entfernt.

#### Öffentliche Verkehrsmittel
Durch das Gebiet führen zwei Bahnlinien. Die Südbahn ist über die am 11. Dezember 2005 neu in Betrieb genommene Haltestelle Feldkirchen-Seiersberg zugänglich und bietet stündliche S-Bahn-Verbindungen nach Graz und Spielfeld-Straß.
Die Graz-Köflacher Bahnlinie (GKB) hat im Gemeindegebiet zwar keinen Bahnhof, jedoch befindet sich der Bahnhof Straßgang in unmittelbarer Nähe. Hier bestehen stündliche S-Bahn-Verbindungen nach Graz, Köflach und Wies-Eibiswald.
Die Buslinien 32 der Graz AG Verkehrsbetriebe und die Buslinie 78, welche die Gemeinde Seiersberg finanzierte, verkehren nach und durch Seiersberg und ermöglichen so einen Anschluss zur nahe gelegenen Landeshauptstadt Graz. Die Linie 78 verbindet den Ortsteil Gedersberg mit dem Nahverkehrsknoten Puntigam.

#### Flughafen
Der Flughafen Graz ist etwa acht Kilometer entfernt und über die Pyhrnautobahn zu erreichen.

### Ansässige Unternehmen
In Seiersberg liegt das drittgrößte Shoppingcenter Österreichs, die Shopping City Seiersberg.

### Öffentliche Einrichtungen
Beim Gemeindezentrum mit Volksschule und Gemeindeamt gibt es auch ein Altersheim. Weiters sind an diesem Ort das Bezirkspolizeikommando für Graz-Umgebung sowie eine Polizeiinspektion etabliert. Weiters gibt es:
- Tageszentrum
- Betreutes Wohnen
- Ärztezentrum

## Politik

### Gemeinderat
Der Gemeinderat bestand aus 25 Mitgliedern und setzte sich seit der Gemeinderatswahl 2010 aus Mandaten der folgenden Parteien zusammen:
- 14 SPÖ – stellte den Bürgermeister und den 1. Vizebürgermeister
- 5 UBS – stellte den 2. Vizebürgermeister
- 4 ÖVP
- 1 FPÖ
- 1 Grüne

### Bürgermeister
Bürgermeister war von 1995 bis 2012 Werner Breithuber (SPÖ), 1. Vizebürgermeister seit 1995 Franz Ragger (SPÖ), 2. Vizebürgermeister seit 2000 Günter Grain (UBS). Nach dem Rücktritt von Werner Breithuber 2012 wurde Werner Baumann einstimmig vom Gemeinderat als Bürgermeister gewählt.

### Städtepartnerschaften
- Hausham (Bayern), seit 1990
- Lendava (Prekmurje), seit 1994[4]

## Persönlichkeiten

### Ehrenbürger
- 1976 Hannes Bammer (1922–2017), Landesrat
- 1996 Willibald Tamm
- 2015 Werner Breithuber

### Söhne und Töchter der Stadt
- Werner Breithuber (* 1951), österreichischer Politiker (SPÖ), 3. Landtagspräsident a. D.
- Barbara Eibinger (* 1980), österreichische Politikerin (ÖVP), Mitglied des Bundesrates 2006–2010, Mitglied im Landtag Steiermark seit 2010. Landesrätin für Wirtschaft, Tourismus, Europa, Wissenschaft und Forschung.
- Berta Liebmann, österreichische Heimatdichterin